# 오넬 에르난데스
오넬 라사로 에르난데스 마예아(스페인어: Onel Lázaro Hernández Mayea, 1993년 2월 1일~)는 쿠바의 축구 선수로 미드필더로 활약 중이며 독일 국적도 보유하고 있다.

## 클럽 경력

### 독일 리그
2010년 독일 2. 분데스리가의 아르미니아 빌레펠트에서 데뷔하여 리저브팀에서는 2010-11 시즌 레기오날리가 베스트 5경기를 소화했고 1군에서는 2. 분데스리가와 3. 리가 및 컵대회(1경기)에서 29경기를 소화했다.
이후 2012-13 시즌을 앞두고 베르더 브레멘에 입단하여 리저브팀 소속으로 2시즌동안 45경기 4골을 기록한 뒤 같은 레기오날리가 노르트 소속팀인 VfL 볼프스부르크 II로 이적하여 3시즌동안 55경기 7골을 기록하며 2번의 레기오날리가 노르트 우승 및 승격 플레이오프 진출(2013-14, 2015-16), 2014-15 시즌 레기오날리가 노르트 준우승에 이바지했다.
그 후 아인트라흐트 브라운슈바이크로 이적하여 2017-18 시즌 겨울 이적 시장 전까지 공식전 54경기 6골을 기록하면서 2016-17 시즌 2. 분데스리가 3위 및 승격 플레이오프 진출에 일조했다.

### 잉글랜드 리그
2017-18 시즌 겨울 이적 시장을 통해 잉글랜드 EFL 챔피언십의 노리치 시티로 이적한 후 그 다음 시즌인 2018-19 시즌에서 공식전 43경기 9골을 터뜨리며 노리치 시티의 6년만의 프리미어리그 복귀에 기여했고 그 후 2018-19년 UEFA 챔피언스리그 우승팀인 강호 리버풀 FC와의 프리미어리그 2019-20 시즌 개막전 경기에서 후반전 교체 투입을 통해 잉글랜드 프리미어리그 무대를 밟은 최초의 쿠바 선수가 되었다.
그 후 2020-21 시즌에서 23경기를 소화하며 1시즌만의 프리미어리그 복귀에 이바지한 뒤 2021-22 시즌 여름 이적 시장을 통해 EFL 챔피언십 소속팀인 미들즈브러 FC로 임대 이적하여 18경기 1골을 기록하다가 해당 시즌 겨울 이적 시장에서 같은 리그팀인 버밍엄 시티로 2번째 임대 이적하여 리그 22경기 3골을 기록한 뒤 2022-23 시즌 노리치 시티로 복귀했다.

## 국가대표팀 경력

### 쿠바 A대표팀
2010년 독일 U-18 대표팀의 일원으로 1경기에 출전했고 이후 2018년 쿠바 축구 국가대표팀의 부름을 받았으나 당시 쿠바 내에서 자란 선수들만 국가대표로 선발될 수 있었던 쿠바의 법률상으로 인해 대표팀 차출이 무산되었다.
그러나 법이 개정된 이후인 2021년 쿠바 대표팀에 정식으로 합류하여 3월 24일 열린 과테말라와의 2022년 FIFA 월드컵 북중미카리브 지역 1차 예선 C조 조별리그 1차전에서 쿠바 A대표팀 소속으로 국제 A매치 데뷔전이자 국제 대회 데뷔전을 치렀고 나흘 후에 열린 퀴라소와의 2차전에서 A매치 데뷔골을 신고했다.
그 후 C조 최약체팀이자 같은 카리브 축구 연맹 소속팀인 영국령 버진아일랜드와의 3차전에서 A매치 2경기 연속 득점을 기록하면서 팀의 5-0 대승에 일조했으며 팀은 2승 2패·조 3위로 1차 예선을 마무리했다.
이후 앤티가 바부다와의 2022-23년 CONCACAF 네이션스리그 B A조 3차전에서 A매치 3번째 득점을 기록하면서 쿠바의 4년만의 통산 13번째 골드컵 본선 진출 및 2024-25년 CONCACAF 네이션스리그 A 승격에 기여했다.

## 수상

### 클럽
VfL 볼프스부르크 II
- 레기오날리가 노르트 : 우승 (2013-14, 2015-16), 준우승 (2014-15)

 아인트라흐트 브라운슈바이크
- 2. 분데스리가 : 3위 (2016-17)

 노리치 시티
- EFL 챔피언십 : 우승 (2018-19, 2020-21)

## 통계

### 국가대표팀
| # | 날짜            | 장소           | 홈 팀                 | 최종 결과 | 원정팀              | 대회                            | 득점 | 비고 |
| - | --------------- | -------------- | --------------------- | --------- | ------------------- | ------------------------------- | ---- | ---- |
| 1 | 2021년 3월 24일 | 과테말라       | 과테말라              | 1 - 0     | 쿠바                | 2022년 FIFA 월드컵 예선         | -    | 46′  |
| 2 | 2021년 3월 28일 | 과테말라       | 쿠바                  | 1 - 2     | 퀴라소              | 2022년 FIFA 월드컵 예선         | 1    |      |
| 2 | 2021년 6월 2일  | 과테말라       | 쿠바                  | 5 - 0     | 영국령 버진아일랜드 | 2022년 FIFA 월드컵 예선         | 1    |      |
| 4 | 2021년 6월 8일  | 바스테르       | 세인트빈센트 그레나딘 | 0 - 1     | 쿠바                | 2022년 FIFA 월드컵 예선         | -    |      |
| - | 2022년 6월 2일  | 레자빔         | 과들루프              | 2 - 1     | 쿠바                | 2022–23년 CONCACAF 네이션스리그 | -    |      |
| 5 | 2022년 6월 5일  | 산티아고데쿠바 | 쿠바                  | 3 - 0     | 바베이도스          | 2022–23년 CONCACAF 네이션스리그 | -    |      |
| 6 | 2022년 6월 9일  | 바스테르       | 앤티가 바부다         | 0 - 2     | 쿠바                | 2022–23년 CONCACAF 네이션스리그 | 1    |      |
| 7 | 2022년 6월 12일 | 산티아고데쿠바 | 쿠바                  | 3 - 1     | 앤티가 바부다       | 2022–23년 CONCACAF 네이션스리그 | -    |      |